# Марша Хант
Марша Виџинија Хант (енгл. Marcia Virginia Hunt; Чикаго, 17. октобар 1917 — Лос Анђелес, 7. септембар 2022) била је америчка глумица са каријером дугом скоро 80 година. Била је стављена на црну листу од стране руководилаца холивудских филмских студија 1950-их током макартизма.
Усред ере црне листе, постала је активна у хуманитарном циљу глади у свету, а у каснијим годинама помагала је склоништима за бескућнике, подржавала истополне бракове, подизала свест о климатским променама и промовисала мир у земљама Трећег света.

## Филмографија
| Улоге Марша Хант |                      |               |            |          |
| Година           | Српски назив         | Изворни назив | Улога      | Напомена |
| 1940.            | Гордост и предрасуда |               | Мери Бенет |          |